# 필지
필지(筆地), 필(筆)은 구획된 논이나 밭, 임야, 대지 따위를 세는 단위이다.
땅에 대한 소유권이나 건물이 앉은 터를 기준으로 해서, 토지 구역 경계로 갈라 정한 국토를 등록하는 기본단위이다.
필지는 도시에서 용도지역, 용도지구를 구분하는 도시계획에서 기초 단위이다. 개별 필지는 지번과 지목을 가지고 있고, 도시지역에 있는 필지는 토지이용계획이 부여된다.
기존 시가지는 산, 언덕, 하천, 도로 따위의 지형에 따라 필지 형상이 비정형으로 만들어져 있으나, 도시가 형성됨에 따라 택지 개발이나 재개발 따위로 도로와 직교하는 토지구획선을 그어 정형화 되는 경우가 많다. 농촌에서도 토지구획정리 사업 따위로 논, 밭 따위 농지를 정형화하기도 한다.

## 대한민국
대한민국 법률상 용어인 필지는 구획되는 토지의 등록 단위를 말하며, 공시지가의 고시 단위가 된다.
지적측량은 필지의 경계 또는 좌표와 면적을 정하는 측량이다. 
여러 개의 필지는 모여 도로로 구획된 한 블록(영어: block)을 이룬다.

## 기타
대부분의 필지는 어느 한 부분이든 도로에 접해서 있는데, 그렇지 않은 필지는 맹지라고 부른다.
건축을 위해 여러 개의 필지를 합해서 하나로 만드는 것은 합병(合倂), 합필(合筆), 또한 소유권 이전 따위를 위해 한 필지를 여러 개의 필지로 나누는 것은 분할(分割), 분필(分筆)이라고 한다.

## 같이 보기
- 대지
- 지목